# Rubidi bromide
Rubidi bromide là muối bromide của rubidi. Hợp chất này có cấu trúc tinh thể giống như NaCl và có hằng số mạng là 685 picomet
Có một số phương pháp tổng hợp rubidium bromide, có liên quan đến rubidi hydroxide với acid hydrobromic:
RbOH + HBr → RbBr + H2O
Một phương pháp khác là trung hòa rubidi carbonat bằng acid hydrobromic:
Rb2CO3 + 2 HBr → 2 RbBr + H2O + CO2
Kim loại rubidi cũng có thể phản ứng trực tiếp với brom để tạo thành RbBr, nhưng đây không phải là phương pháp sản xuất hợp lý, vì kim loại rubidi đắt hơn đáng kể so với muối carbonat hoặc hydroxide; hơn nữa, phản ứng sẽ phát nổ.